# Diagrama de componentes
Un diagrama de componentes es un diagrama tipo del  Lenguaje Unificado de Modelado.
Un diagrama de componentes representa cómo un sistema de software es dividido en componentes y muestra las dependencias entre estos componentes. Los componentes físicos incluyen archivos, cabeceras, bibliotecas compartidas, módulos, ejecutables, o paquetes.  Los diagramas de Componentes prevalecen en el campo de la arquitectura de software pero pueden ser usados para modelar y documentar cualquier arquitectura de sistema. 
Debido a que los diagramas de componentes son más parecidos a los diagramas de casos de usos, estos son utilizados para modelar la vista estática y dinámica de un sistema. Muestra la organización y las dependencias entre un conjunto de componentes. No es necesario que un diagrama incluya todos los componentes del sistema, normalmente se realizan por partes. Cada diagrama describe un apartado del sistema. 
En él se situarán librerías, tablas, archivos, ejecutables y documentos que formen parte del sistema.
Uno de los usos principales es que puede servir para ver qué componentes pueden compartirse entre sistemas o entre diferentes partes de un sistema.